# Bahnhof Raunheim
Der Bahnhof Raunheim ist ein S-Bahnhof in der gleichnamigen südhessischen Stadt am Streckenkilometer 15,9 der 1863 eröffneten Mainbahn.

## Geschichte
Der Bahnhof wurde 1863 zusammen mit der Strecke eröffnet. 1903 wurde er mit einem Stellwerk ausgestattet.

## Infrastruktur

### Empfangsgebäude
Das Empfangsgebäude stammt von 1863. Es folgt, wie der benachbarte Bahnhof Kelsterbach, der Typenbauweise der Hessischen Ludwigsbahn. Es handelt sich um ein einfaches, dreiachsiges traufständiges Gebäude aus Buntsandstein auf langrechteckigem Grundriss mit Satteldach. Die einstöckigen Anbauten sind zum Teil modern. Das historische Gebäude ist ein Kulturdenkmal aufgrund des Hessischen Denkmalschutzgesetzes.

### Gleisanlagen

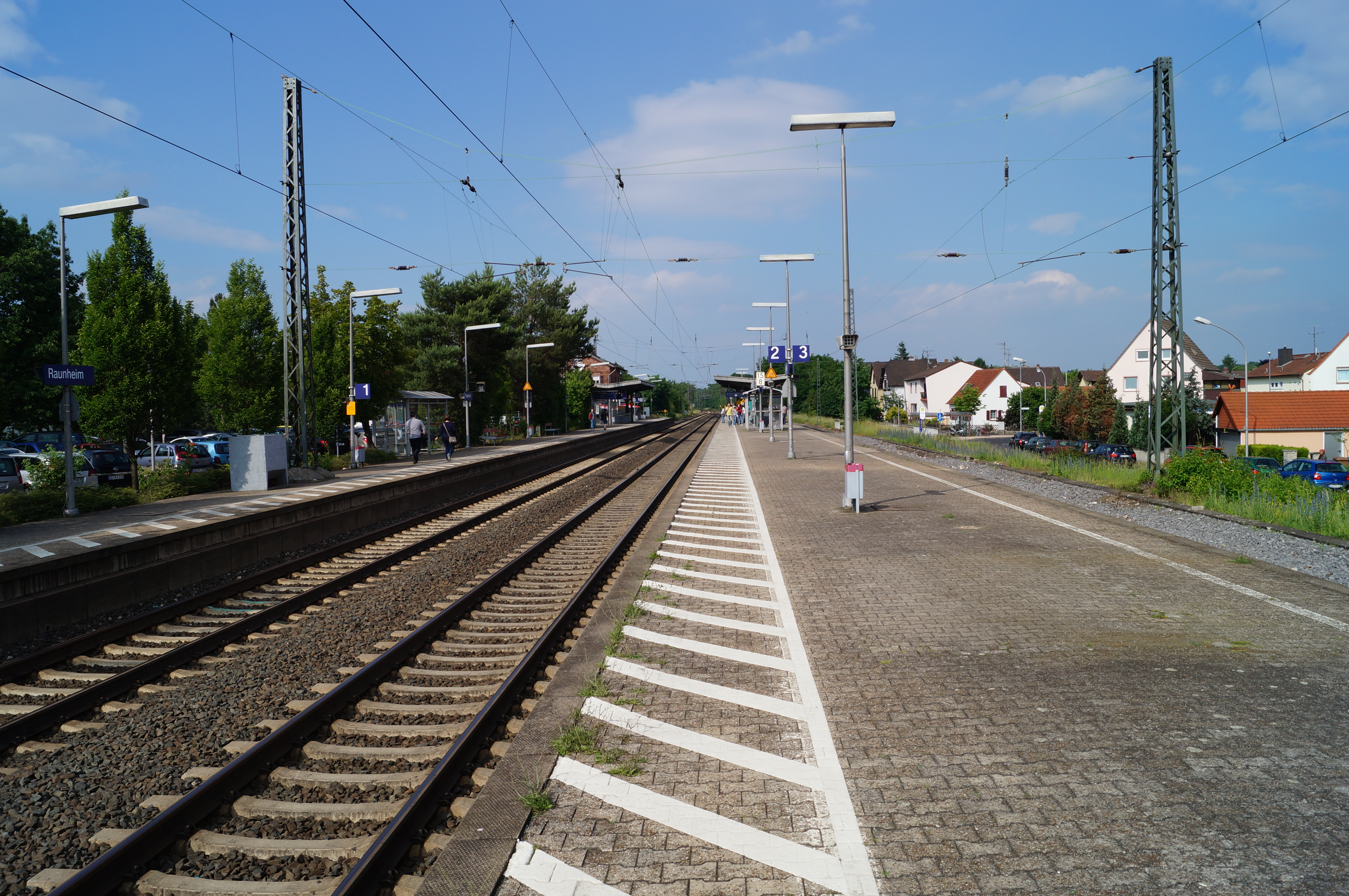
Die Bahnsteige des Bahnhofs Raunheim

Der Bahnhof besitzt drei Bahnsteiggleise. Gleis 1 ist der Hausbahnsteig. Von hier aus verkehren die S-Bahn-Linien S8 und S9 in Richtung Wiesbaden Hauptbahnhof über Mainz Hauptbahnhof (S8) bzw. Mainz-Kastel (S9). Gleis 2 teilt sich mit Gleis 3 einen Inselbahnsteig. Von Gleis 2 fahren die S-Bahnen über Frankfurt (Main) Flughafen Regionalbahnhof, Frankfurt (Main) Hauptbahnhof und Offenbach Ost nach Hanau Hauptbahnhof. Gleis 3 dient nur als Ausweichgleis.
Auf den Bahnsteigen wurden neue LCD-Anzeigen wie im Frankfurter Innenstadtbereich montiert. Die Geräte in Raunheim wurden an den Gleisen 1 und 2 angebracht. Die Anzeigen sollten durch automatische Ansagegeräte ergänzt werden, die von einer Zentrale im Frankfurter Hauptbahnhof überwacht und bei Bedarf durch Ansagen der Mitarbeiter ergänzt werden können.
Der Raunheimer Bahnhof wurde 2019 barrierefrei ausgebaut. Die Bahnsteighöhe beträgt 76 cm, der Tunnel zum Mittelbahnsteig wurde mit Aufzügen ausgerüstet.

## Betrieb

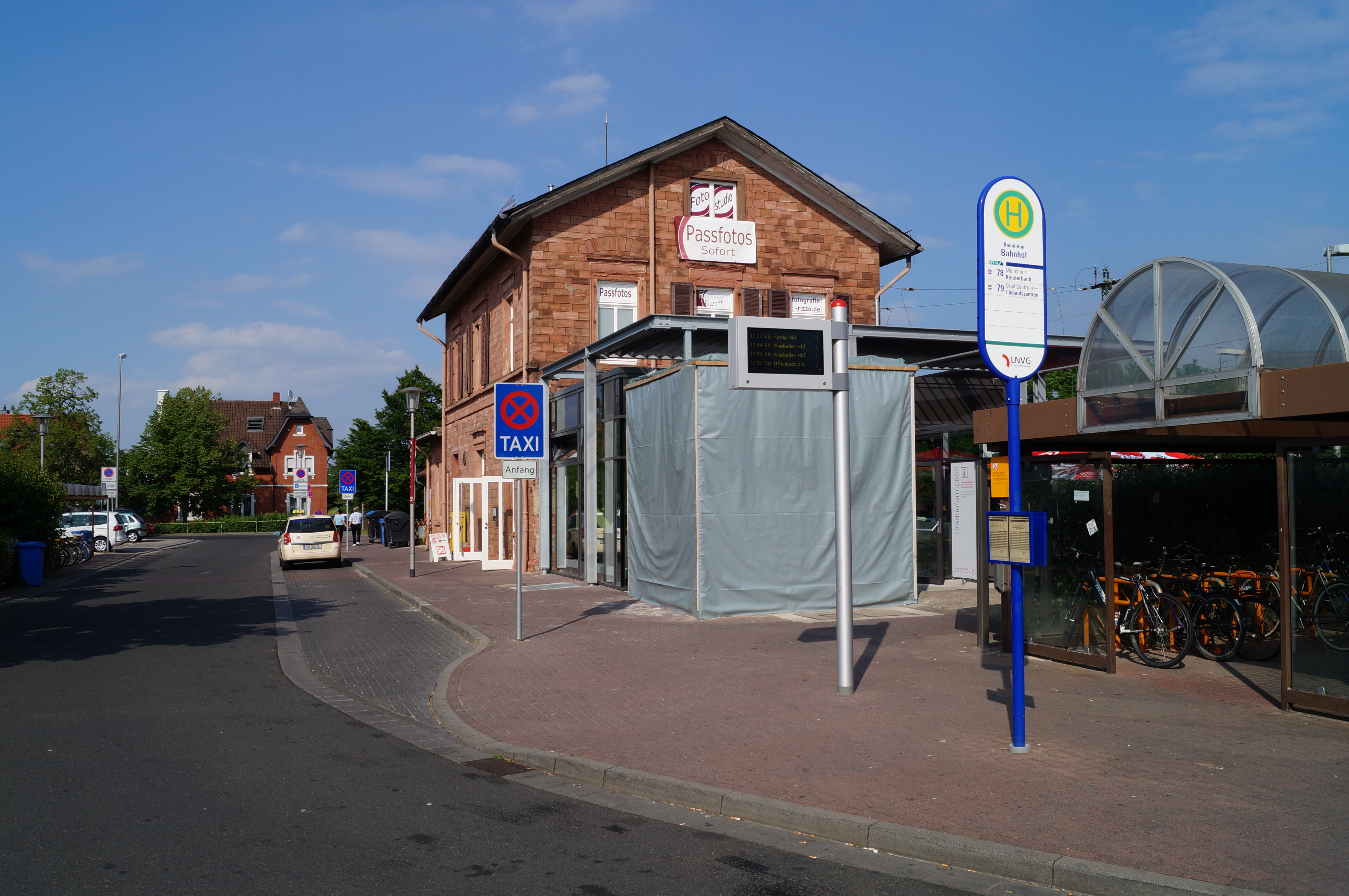
Die Bushaltestelle Raunheim Bahnhof

Raunheim liegt im Tarifgebiet des Rhein-Main-Verkehrsverbundes.

### S-Bahn
Der Bahnhof Raunheim wird von den Linien S 8 und S 9 bedient. Die S-Bahnen fahren im Viertelstundentakt zwischen Hanau bzw. Offenbach Ost und Wiesbaden, abwechselnd über Mainz Hbf oder Mainz-Kastel.
| Linie                    | Verlauf | Takt   |
| ------------------------ | --- | ------ |
| S8                       | Wiesbaden Hbf – Wiesbaden Ost – Mainz Nord – Mainz Hbf – Mainz Römisches Theater – Mainz-Gustavsburg – Mainz-Bischofsheim – Rüsselsheim Opelwerk – Rüsselsheim – Raunheim – Kelsterbach – Frankfurt am Main Flughafen Regionalbahnhof – Frankfurt (Main) Gateway Gardens – Frankfurt am Main Stadion – Frankfurt-Niederrad – (Frankfurt (Main) Hbf /) (nur HVZ) Frankfurt (Main) Hbf tief – Frankfurt (Main) Taunusanlage – Frankfurt (Main) Hauptwache – Frankfurt (Main) Konstablerwache – Frankfurt (Main) Ostendstraße – Frankfurt (Main) Mühlberg – Offenbach-Kaiserlei – Offenbach Ledermuseum – Offenbach Marktplatz – Offenbach (Main) Ost (– Mühlheim (Main) – Mühlheim (Main) Dietesheim – Steinheim (Main) – Hanau Hbf) (nur HVZ) | 30 min |
| S9                       | Wiesbaden Hbf – Wiesbaden Ost – Mainz-Kastel – Mainz-Bischofsheim – Rüsselsheim Opelwerk – Rüsselsheim – Raunheim – Kelsterbach – Frankfurt am Main Flughafen Regionalbahnhof – Frankfurt (Main) Gateway Gardens – Frankfurt am Main Stadion – Frankfurt-Niederrad – Frankfurt (Main) Hbf tief – Frankfurt (Main) Taunusanlage – Frankfurt (Main) Hauptwache – Frankfurt (Main) Konstablerwache – Frankfurt (Main) Ostendstraße – Frankfurt (Main) Mühlberg – Offenbach-Kaiserlei – Offenbach Ledermuseum – Offenbach Marktplatz – Offenbach (Main) Ost – Mühlheim (Main) – Mühlheim (Main) Dietesheim – Steinheim (Main) – Hanau Hbf | 30 min |
| Stand: 15. Dezember 2024 | |        |

### Bus
Am Bahnhof gibt es die Bushaltestellen Raunheim Bahnhof und Raunheim Bahnhof Südseite. Hier halten die Stadtbuslinien 78 und 79, welche zwischen Raunheim Einkaufszentren, Raunheim Bahnhof, Mönchhof und Kelsterbach Bahnhof verkehren.